# 高锰酸铝
高锰酸铝是一种无机化合物，化学式为Al(MnO4)3。

## 制备
高锰酸钾的饱和溶液和硫酸铝在80 °C反应，冷却至0 °C后，去除析出的硫酸铝钾（溶解度0.2 g/100 mL）后，使溶液结晶，可以得到高锰酸铝：
KMnO4 + Al2(SO4)3 → KAl(SO4)2↓ + Al(MnO4)3
七氧化二锰和氢氧化铝反应，也能制得高锰酸铝。

## 用途
高锰酸铝可用于制备高锰酸钡，进而得到其它金属的高锰酸盐。